# Kaupungintalon puisto
Le parc de l'hôtel de ville (finnois : Kaupungintalon puisto) est un parc du quartier Keskusta de Vaasa en Finlande.

## Présentation
Construit en 1883, le parc de l'hôtel de ville est un parc avec une pelouse tondue et de la végétation. 
De grands arbres anciens poussent dans le parc et il y a des plantations de roses autour de la mairie. 
Le parc expose plusieurs statues de personnages célèbres de l'histoire de Vaasa. 
La première est une statue en bronze du conseiller commercial Joachim Kurtén sculptée en 1908 par Emil Wikström. 
La deuxième statue en bronze, représentant August Alexander Levón (fi) est sculptée par Lauri Leppänen (fi) en 1949.
Le monument en mémoire du compositeur Toivo Kuula est créé par Wäinö Aaltonen et Matti Aaltonen en 1963. 
Devant la Galerie d'Art, Kivipelto est un espace d'exposition d'œuvres d'art conçu par Asko Halme.